# Casa da Quintã
A Casa da Quintã ou Casa Quintão localiza-se na freguesia de Esporões, município de Braga, distrito do mesmo nome, em Portugal.

## História
O atual edifício foi construído no século XVII.
Encontra-se classificada como Imóvel de Interesse Público desde 14 de outubro de 1999.

## Características
Exemplar de arquitetura civil, apresenta planta em formato de "U".